# Dziesięciny I
Dziesięciny I – osiedle w Białymstoku, położone na północny zachód od centrum miasta.

## Obiekty i tereny zielone
- Kościół parafialny pw. św. Kazimierza Królewicza, ul. św. Kazimierza 2
- Społeczna Szkoła Podstawowa nr 3
- Szkoła Podstawowa nr 37
- Biblioteka filia nr 17 Książnicy Podlaskiej - ul. Dziesięciny 41B
- Filia numer 5 Miejskiego Ośrodka Pomocy Rodzinie w Białymstoku - ul. Hallera 8[2]

## Opis granic osiedla
Od ulicy Oliwkowej ulicą gen. St. Maczka do torów kolejowych, wzdłuż torów do rzeki Białej, rzeką Białą do ul. Antoniuk Fabryczny, ul. Antoniuk Fabryczny do ul. gen. Józefa Hallera, ul. gen. Józefa Hallera do Palmowej, Palmową, Oliwkową do ul. gen. St. Maczka.

## Ulice i place znajdujące się w granicach osiedla
Akacjowa, Antoniuk Fabryczny – parzyste 8-34, Brzozowa, Bukowa, Cedrowa, Cisowa, Cyprysowa, Daktylowa, Dębowa, Dziesięciny, Figowa, Gajowa – nieparzyste 1-45, parzyste 2-48, gen. Stanisława Maczka – nieparzyste 31-33, gen. Józefa Hallera – nieparzyste budynek 31, parzyste, Jałowcowa, Jaśminowa, Jaworowa, Jesionowa, Jodłowa, Kalinowa, Kasztanowa, Kokosowa, Leszczynowa, Malinowa, Morelowa, Oliwkowa – parzyste, Orzechowa, Palmowa – nieparzyste brak budynków, św. Kazimierza – nieparzyste budynek 1, parzyste budynek 2, Wiązowa, Wrzosowa, Zagórna – brak budynków.